# Comic book archive
Pour les articles homonymes, voir CBZ.
Un Comic book archive est un fichier d'archive destiné au défilement séquentiel d'images, généralement des pages d'une bande dessinée. L'utilisation fut popularisée par le lecteur 
CDisplay (en). Depuis, plusieurs lecteurs pour différentes plateformes ont été créés.

## Concept

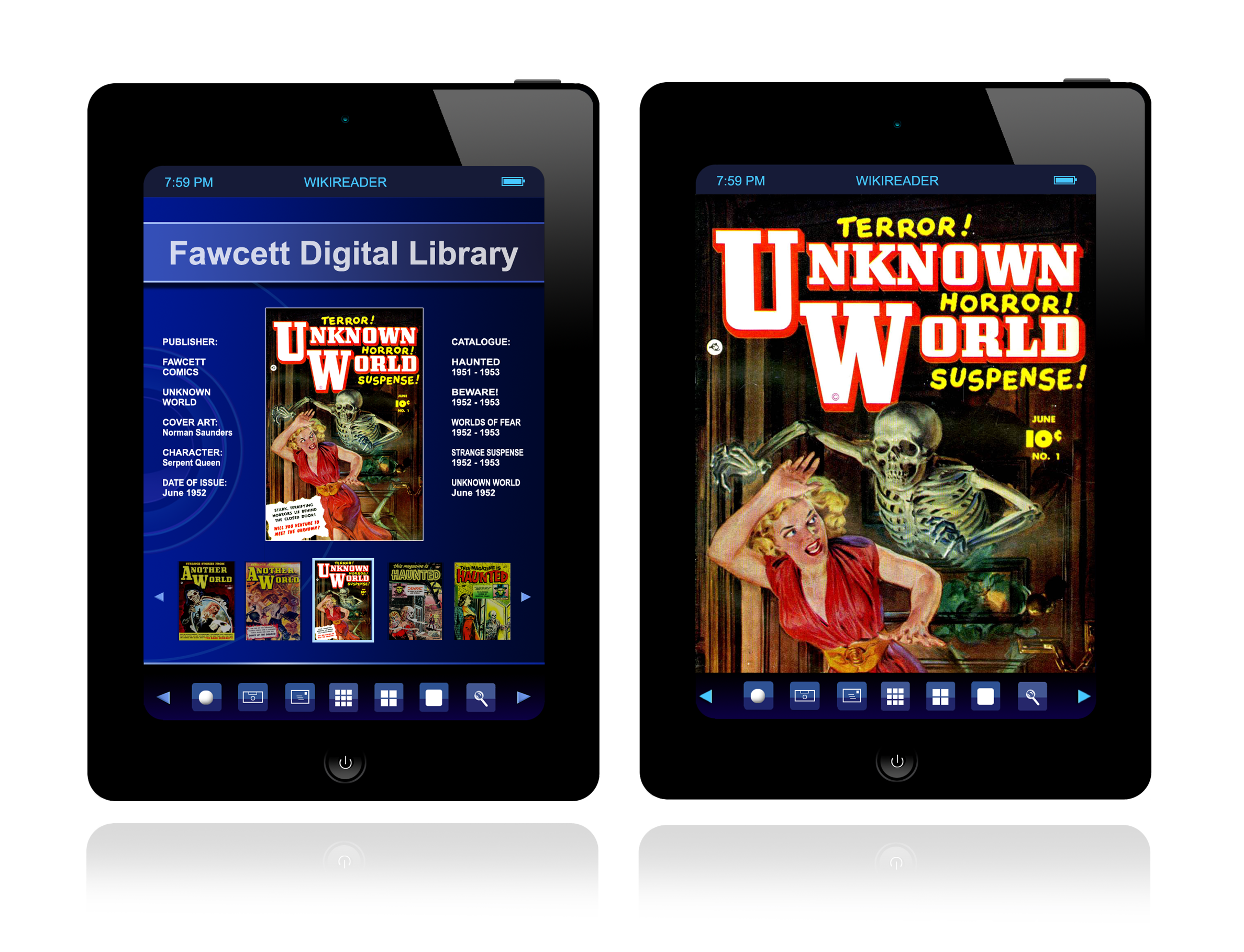

Un fichier Comic book archive encapsule les images matricielles (GIF, JPEG, PNG, BMP, etc.), numérisées ou bien produites numériquement, des pages d'une bande dessinée. Des dossiers peuvent être utilisés pour regrouper des images.
Les noms des fichiers à l'intérieur de l'archive sont habituellement numérotés dans un ordre ascendant correspondant à la numérotation originale des pages, incluant l'utilisation de zéro en préfixe des numéro (exemple: on utilise 001 plutôt que 1) pour forcer l'ordre approprié d'affichage des images par le lecteur peu importe le système d'exploitation. Autrement les images pourraient être affichés dans le désordre (exemple: 1, 10, 100-109, 11, ..., 190-199, 2, 20-29, 3, etc.), conséquence du traitement différent des noms par chaque système d'exploitation.

## Formats
Voir la catégorie Archives pour bandes dessinées dans le tableau des formats de fichiers.

## Lecteurs (logiciels) de Comic book
Les lecteurs sont généralement adaptés à la lecture bidirectionnelle :
- de gauche à droite pour les bandes dessinées utilisant une écriture de gauche à droite (écritures latines, cyrillique, chinois simplifié, etc.)
- de droite à gauche pour les bandes dessinées utilisant une écriture de droite à gauche (chinois traditionnel, japonais, arabe, hébreu, nombreuses écritures de l'Inde, etc.).

Les lecteurs offrent typiquement diverses fonctions pour lire le contenu, telles que avancer/reculer d'une page, aller à la première/dernière page, zoomer ou imprimer.
Certaines applications supportent l'ajout d'informations additionnelles telles que les artistes, le résumé de l'histoire, une table des matières ou même une couche de texte séparée pour la traduction du comic book.
Ces métadonnées se présentent dans l'archive sous forme :
- de fichiers intégrés (texte, image, etc.);
- de commentaires ZIP;
- de fichier XML, le plus populaire étant "Comicinfo.xml" supporté par Anansi-project[1].

Certains efforts, tel que le format Comic Metadata (CoMet), ont été faits pour définir un format ouvert pour ces métadonnées.
| Lecteur                   | Android | Mac (Apple) | Unix/Linux | Windows (Microsoft) | Remarques |
| ------------------------- | ------- | ----------- | ---------- | ------------------- | --- |
| A Comic Viewer            | X,      |             |            |                     | Visionneuse supportant les formats CBZ/ZIP, ACV, CBR/RAR, JPEG, PNG et BMP.                                                                            |
| Calibre (logiciel)        |         | X           | X          | X                   | Application permettant de visualiser des archives de bande dessinée et de les convertir vers différents formats.                                       |
| cbrpager                  |         |             | X,         |                     | Visionneuse simple à utiliser supportant les formats fichiers cbr, cb7 and cbz (archive comic book).                                                   |
| CDisplay (en)             |         |             |            | X,                  | Première visionneuse à supporter le format CBR. |
| CDisplayEx                | X       |             |            | X                   | Visionneuse de bande dessinée inspiré par CDisplay avec des fonctions d'affichage supplémentaires.                                                     |
| Comical,                  |         | X           | X          | X                   | Visionneuse de bande dessinée opensource, gratuite et multiplateforme.                                                                                 |
| ComicRack                 |         |             |            | X,                  | Visionneuse de bande dessinée très ergonomique, agréable et gérant une bédétheque.                                                                     |
| Comic Seer (Desktop) (en) |         |             | X          | X,                  | Visionneuse et organisateur d'archive de comic book.                                                                                                   |
| Comix                     | X       | X           | X          | X                   | Visionneuse opensource multiplateforme (disponible pour Linux en packages Ubuntu, Mageia, SuSE…) supportant les formats CBZ, CBR, CB7, ZIP, RAR et 7z. |
| DrawnStrips Reader        |         |             | X,         |                     | Visionneuse supportant plusieurs types de fichiers incluant CBR, CBZ, CB7, CBT, ZIP, RAR and TAR.                                                      |
| Evince                    |         |             | X          | X                   | Visionneuse supportant les formats comic book. |
| FBReader                  | X       |             |            | X                   | Visionneuse supportant les formats CBZ/CBR (sur Android) via le greffon ComicBook disponible sur le site web du fabricant.                             |
| Gonvisor (en)             |         | X           | X          | X                   | Visionneuse de bande dessinée simple à utiliser offrant quelques fonctions pour améliorer la qualité des images.                                       |
| Lecteur de BD             | X       |             |            |                     | Visionneuse de bandes dessinées opensource. |
| MuPDF (en)                | X       | X           | X          | X                   | Visionneuse légère pour PDF, XPS et ebook. |
| Okular                    |         | X           | X          | X                   | Visionneuse supportant plusieurs formats, dont PDF et CBR, inclus dans l'Environnement de développement KDE (en).                                      |
| STDU Viewer               |         |             |            | X                   | Visionneuse gérant une bédétheque de documents PDF, DjVu, CBR, CBZ, Tiff et Txt.                                                                       |
| Sumatra PDF               |         |             |            | X,                  | Visionneuse supportant les formats PDF, ePub, MOBI, CHM, XPS, DjVu, CBZ et CBR.                                                                        |
| Zathura (en)              |         |             | X          |                     | Visionneuse supportant, entre autres, les formats comic book, PDF et PostScript.                                                                       |

### Applications web
- Calibre-Web, application web permettant de naviguer, de lire des eBooks utilisant une base de données Calibre valide.
- Kavita (software), serveur multiplateforme et source ouvert de manga, de bande dessinée et de livre.
- Komga (software), serveur de média et source ouvert de bande dessinée et de manga.
- Mango (server), serveur source ouvert et lecteur de manga.
- Ubooquity, serveur source ouvert de bibliothèques et de base de données de bande dessinée et de livres.

## Création d'un Comic book
Un simple programme d'archivage permet de créer un Comic book archive.
Le système d'exploitation utilisé pourra associer le Comic book archive à l'application appropriée si son extension est renommée (rar en .cbr, zip en .cbz, 7z en .cb7, ace en .cba, tar en .cbt).